# Orsonwelles graphicus
Orsonwelles graphicus là một loài nhện trong họ Linyphiidae.
Loài này thuộc chi Orsonwelles. Orsonwelles graphicus được Eugène Simon miêu tả năm 1900.